# Feierabendhaus (Veranstaltungsgebäude)
Ein Feierabendhaus ist ein Veranstaltungsgebäude eines zumeist industriellen Betriebs, das für Mitarbeiter und Außenstehende Kultur-, Bildungs- und Freizeitveranstaltungen anbietet (siehe auch Kulturhaus). Oft sind zusätzliche gastronomische Einrichtungen vorhanden.
Als Feierabendhaus werden folgende Gebäude bezeichnet:
- das Feierabendhaus der BASF in Ludwigshafen am Rhein
- das Feierabendhaus Knapsack im Hürther Stadtteil Knapsack
- das Feierabendhaus Frankenthal in Frankenthal (Pfalz)
- das Feierabendhaus Marl in Marl